# Bagrat II. Bagratuni
Bagrat II. Bagratuni (armensko Բագրատ Բ Բագրատունի, arabsko بطريق الأرمن‎‎՝, Buqrāṭ ibn Ashūṭ') je bil armenski plemič iz rodbine Bagratidov, ki je bil od leta 830 do 851 predsedujoči knez (knez knezov) Arminije, dela Armenije, ki je bila pod arabsko oblastjo, * ni znano, † po 851. 
Leta 826 je nasledil svojega očeta Ašota IV. Bagratunija na položaju kralja Tarona. Leta 830 ga je abasidski kalif al-Mamun imenoval za kneza knezov Arminije. Leta 849 je sprožil obširen upor proti abasidski oblasti v Armeniji. Kalif je proti upornikom poslal hazarskega generala Buga al-Kabirja ki je v triletni kampanji upor krvavo zatrl. Bagrata so med mirovnimi pogajanji leta 851 zahrbtno ujeli in odpeljali v abasidsko prestolnico Buharo. V Taronu so ga nasledili njegovi sinovi, naslov kneza knezov pa je bil prenesen na njegovega nečaka, bodočega kralja Ašota I. Armenskega. 

## Življenje
Bagrat je bil najstarejši sin Ašota IV. Bagratunija, ki je do svoje smrti leta 826 vladal velikemu delu Armenije in so ga abasidski kalifi priznali za predsedujočega kneza (iškana) Armenije. Po njegovi smrti sta si očetovo dediščino razdelila Bagrat in njegov brat Smbat. Bagrat je prejel pokrajine Taron, Koit in Sason, to je  družinska posestva ob zgornjem Evfratu, Smbat pa je prejel ozemlja okoli Bagarana in reke Araks. V premišljenem prizadevanju, da bi se brata sprla, je abasidska vlada zmanjšala Ašotovo oblast in Smbatu podelila položaj sparapeta, vrhovnega poveljnika vojske. Bagrat je bil šele štiri leta po očetovi smrti imenovan za predsedujočega kneza in bil verjetno prvi predsedujoči knez, ki je nosil naziv 'knez knezov' (iškan iškanat) in ne le 'knez Armenije'.
Abasidski izračuni so se izkazali za pravilne, saj sta se brata dolgo prepirala med seboj. Leta 841 je Bagrat na primer naročil armenskim škofom, naj odstavijo armenskega katolikosa Janeza IV., vendar ga je Smbat s pomočjo drugih knezov takoj vrnil na njegov položaj. Armenski knezi so kljub temu v tem obdobju izkoristili kalifovo zaposlenost z uporom Babaka Horamdina in dosegli znatno stopnjo avtonomije.  Smbat, ki je kot talec nekaj časa živel na kalifovem dvoru, je bil pri odkritem izzivanju arabskih oblastnikov bolj previden kot njegov brat, vendar sta bila na koncu oba prešibka, da bi zaenkrat resno ogrozila abasidsko oblast. Tako je Bagrat leta 838 sodeloval v velikem pohodu kalifa al-Mutasima proti Bizantinskemu cesarstvu in se celo boril v bitki pri Anzenu proti cesarju Teofilu, potem pa so se Armenci pod vodstvom sparapeta Smbata leta 841 uprli imenovanju Halida ibn Jazida al-Šajbanija za amenskega guvernerja, ki je v svojih prejšnjih mandatih postal izjemno nepriljubljen tako med krščanskimi kot arabskimi knezi v državi. Uporniki so dosegli, da ga je kalif odpoklical in ga zamenjal s šibkejšim in bolj popustljivim Alijem ibn Huseinom. Slednjemu Armenci niso le zavrnili plačila zaostalih davkov, temveč so ga tudi takoj blokirali v njegovi prestolnici Bardi v Azerbajdžanu.
Na ta način je Armenija ves čas vladavine kalifa al-Vatika (842–847) ostala zunaj dejanske abasidske oblasti, njegov energični naslednik al-Mutavakil pa je po prihodu na prestol leta 847 ponovno vzpostavil abasidsko oblast. Leta 849 je za novega guvernerja Armenije imenoval Abu Saida Mohameda al-Marvazija. Ko se je al-Marvazi s svojo vojsko odpravil v Armenijo, so ga na meji pričakali Bagratovi odposlanci z darili in neplačanim davkom, s čimer so želeli arabskim pobiralcem davkov preprečiti vstop v državo. Bagratovo dejanje je pomenilo odkrit upor, vendar se je Abu Said takrat raje umaknil in ni vstopil v Armenijo.  Naslednje leto je Abu Said poslal dva lokalna arabska gospoda, da bi pod pretvezo pobiranja davkov podjarmila dve južni provinci Taron in Vaspurakan. To je povzročilo odprt konflikt med Arabci in Bagratom ter arcrunskim vladarjem Vaspurakana Ašotom I. Ašot je premagal enega od gospodov in ga pregnal in nato priskočil na pomoč Bagratu. Armenske vojske so se spopadle z abasidsko blizu Muša, prestolnice Tarona, jo premagale in nato zasledovale do Bageša. Zmaga se je nadaljevala s pokolom arabskih naseljencev v Agdžniku, na katerega se je Abu Said leta 851 odzval z novim pohodom proti Armencem, a je na poti umrl. Vodstvo pohoda je prevzel njegov sin Jusuf. Prihod abasidske vojske na njegovo ozemlje je Ašota Arcrunija prisilil, da je z Arabci sklenil separatni mir, zaradi katerega je bil tudi Bagrat prisiljen začeti pogajanja z Jusufom. Med pogajanji so ga s privoljenjem njegovega brata ujeli in odpeljali v prestolnico kalifata Samaro.
Bagratova aretacija je njegove podložnike spodbudila k umoru Jusufa naslednje leto. Al-Mutavakil se je odzval tako, da je v državo poslal veliko vojsko pod poveljstvom turškega generala Bughe al-Kabirja. Bugha je v treh letih metodično ponovno zasedel in podjarmil celotno Armenijo, od južnih regij Taron in Vaspurakan do kneževin Kavkaške Albanije in večine Iberije na severu. Armenski knezi so ostali razdeljeni in osredotočeni na svoja osebna rivalstva, kar je olajšalo ponovno vzpostavitev abasidske oblasti  in aretacijo rivalov. Ponovno vzpostavitev oblasti so zaznamovale usmrtitve več desettisoč moških, ki so prizadele tudi plemiške družine, tako krščanske kot muslimanske. Do Bughove vrnitve v Samaro leta 855 je bila večina armenskih knezov skupaj z njihovimi sinovi ujetih na kalifovem dvoru.  Armenski knezi so bili postopoma izpuščeni. Njihova ozemlja so bila vrnjena njim ali njihovim sinovom. 
Bagrata sta nasledila njegova sinova Ašot in David kot vladarja Tarona, vendar se zdi, da je del regije prešel na Gurgena I. iz družine Arcruni. Položaj sparapeta je bil podeljen Smbatovemu sinu Ašotu V. Bagratuniju, ki je leta 862 postal tudi 'knez knezov', kar je sčasoma privedlo do ustanovitve praktično neodvisne Bagratidske Armenije leta 884.